# Płaszczyniec burakowy
Płaszczyniec burakowy (Parapiesma quadratum) – gatunek pluskwiaka z podrzędu różnoskrzydłych i rodziny płaszczyńcowatych.

## Taksonomia
Gatunek ten opisany został po raz pierwszy w 1844 roku przez Franza Xavera Fiebera jako Zosmenus quadratus.

## Morfologia

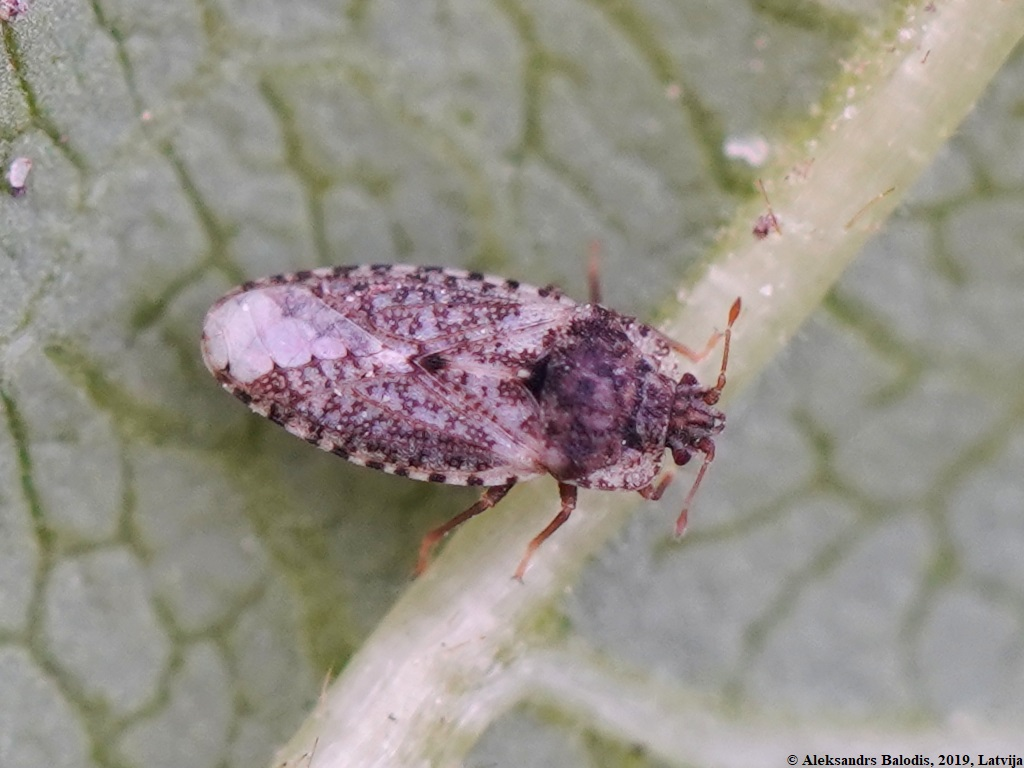
Imago na liściu

Pluskwiak o ciele długości od 2,15 do 3,4 mm, ubarwionym zielonawożółto lub szarobrązowo, niekiedy z odcieniem czerwonawym, a zazwyczaj z drobnym nakrapianiem koloru brązowego. Głowa może być od całkiem żółtej, przez żółtą z ciemnym plamkowaniem po niemal całkiem ciemną. Policzki mają długie, zagięte do wewnątrz i zwężające się ku wierzchołkom wyrostki. U nasady jednobarwnie jasnych czułków występują dwa wyrostki. Przedplecze ma proste do trochę zaokrąglonych brzegi boczne oraz trzy lub cztery rzędy oczek na szerokich, z przodu szerszych niż z tyłu paranotach (blaszkach bocznych). Przez środek przedplecza biegną trzy żeberka podłużne. Półpokrywy mają tylko lekko wypukłe, nieformujące żeberek główne żyłki.

## Ekologia
W warunkach naturalnych płaszczyniec ten jest halofilem zamieszkującym głównie wybrzeża morskie, gdzie żeruje na komosowatych i szarłatowatych z takich rodzajów jak komosa, łoboda i soliród. Przystosował się jednak do żerowania na szczawiu, szpinaku warzywnym, a przede wszystkim na burakach cukrowych i pastewnych. W przypadku tych dwóch jest uznawany za groźnego szkodnika, gdyż przenosi wirusa kędzierzawki płaszczyńcowej buraka (BCTV).

## Występowanie
Gatunek palearktyczny o rozsiedleniu eurosyberyjskim. W Europie znany jest z niemal wszystkich krajów. W Polsce znany jest głównie z zachodniej części kraju i współcześnie jest rzadko spotykany.